# Championnat sud-américain de football de 1949
Navigation
Équateur 1947 Pérou 1953
Le Championnat sud-américain de football de 1949 est la vingt-et-unième édition du championnat sud-américain de football des nations, connu comme la Copa América depuis 1975, qui a eu lieu au Brésil du 30 novembre au 3 avril au 11 mai 1949.
Les pays participants sont la Bolivie, le Brésil, le Chili, la Colombie, l'Équateur, le Paraguay, le Pérou et l'Uruguay. Le tenant du titre, l'Argentine, ne participe pas. L'Uruguay présente une équipe de jeunes, en raison d'une grève des joueurs. Ainsi, des dix-sept Uruguayens retenus, seul Matías González sera champion du monde l'année suivante.
Le Brésil et le Paraguay terminent la poule en tête à égalité de points ; une finale est donc disputée entre les deux équipes et c'est le Brésil, à domicile, qui s'impose largement par sept buts à zéro.

## Résultats

### Championnat
Les huit équipes participantes sont réunies au sein d'une poule unique et disputent un championnat où chaque formation rencontre une fois ses adversaires. À l'issue de la dernière journée, normalement l'équipe totalisant le plus de points remporte la compétition. Cependant, les deux premiers terminant à égalité de points, une finale est disputée pour attribuer le titre.

#### Classement
|   | Équipe   | Pts | J | G | N | P | BP | BC | Diff |
| - | -------- | --- | - | - | - | - | -- | -- | ---- |
| 1 | Brésil   | 12  | 7 | 6 | 0 | 1 | 39 | 7  | +32  |
| 1 | Paraguay | 12  | 7 | 6 | 0 | 1 | 21 | 6  | +15  |
| 3 | Pérou    | 10  | 7 | 5 | 0 | 2 | 20 | 13 | +7   |
| 4 | Bolivie  | 8   | 7 | 4 | 0 | 3 | 13 | 24 | -11  |
| 5 | Chili    | 5   | 7 | 2 | 1 | 4 | 10 | 14 | -4   |
| 6 | Uruguay  | 5   | 7 | 2 | 1 | 4 | 14 | 20 | -6   |
| 7 | Équateur | 2   | 7 | 1 | 0 | 6 | 7  | 21 | -14  |
| 8 | Colombie | 2   | 7 | 0 | 2 | 5 | 4  | 23 | -19  |

| 3 avril  | Brésil   | 9  | 1 | Équateur |
| 6 avril  | Bolivie  | 3  | 2 | Chili    |
| 6 avril  | Paraguay | 3  | 0 | Colombie |
| 10 avril | Pérou    | 4  | 0 | Colombie |
| 10 avril | Paraguay | 1  | 0 | Équateur |
| 10 avril | Brésil   | 10 | 1 | Bolivie  |
| 13 avril | Brésil   | 2  | 1 | Chili    |
| 13 avril | Uruguay  | 3  | 2 | Équateur |
| 13 avril | Paraguay | 3  | 1 | Pérou    |
| 17 avril | Brésil   | 5  | 0 | Colombie |
| 17 avril | Chili    | 1  | 0 | Équateur |
| 17 avril | Bolivie  | 3  | 2 | Uruguay  |
| 20 avril | Pérou    | 4  | 0 | Équateur |
| 20 avril | Chili    | 1  | 1 | Colombie |
| 20 avril | Uruguay  | 2  | 1 | Paraguay |
| 24 avril | Brésil   | 7  | 1 | Pérou    |
| 25 avril | Bolivie  | 2  | 0 | Équateur |
| 25 avril | Uruguay  | 2  | 2 | Colombie |
| 27 avril | Pérou    | 3  | 0 | Bolivie  |
| 27 avril | Paraguay | 4  | 2 | Chili    |
| 30 avril | Paraguay | 7  | 0 | Bolivie  |
| 30 avril | Brésil   | 5  | 1 | Uruguay  |
| 30 avril | Pérou    | 3  | 0 | Chili    |
| 3 mai    | Équateur | 4  | 1 | Colombie |
| 4 mai    | Pérou    | 4  | 3 | Uruguay  |
| 6 mai    | Bolivie  | 4  | 0 | Colombie |
| 8 mai    | Chili    | 3  | 1 | Uruguay  |
| 8 mai    | Paraguay | 2  | 1 | Brésil   |

#### Matchs
| 3 avril 1949 | Brésil                                                                                       | 9 – 1 | Équateur     | Stade São Januário (Rio de Janeiro)                 |                                                     |
| | Tesourinha 3e, 42e · Octavio 10e · Jair 13e, 35e · Simão 16e, 25e · Zizinho 67e · Ademir 88e | (7 - 1) | Chuchuca 18e | Spectateurs : 70 000 Arbitrage : Cyril Jack Barrick | Spectateurs : 70 000 Arbitrage : Cyril Jack Barrick |
| Barbosa - Augusto, Wilson - Ely ( Bauer), Danilo ( Rui), Noronha - Tesourinha, Zizinho ( Ademir), Octavio, Jair, Simão | Équipes                                                                                      | Carrillo - Lovato ( Sánchez), Bermeo - L. Torres, Vásquez, Marín ( J. Cantos) - Arteaga, E. Cantos, Chuchuca, Vargas, G. Andrade |              | Spectateurs : 70 000 Arbitrage : Cyril Jack Barrick | Spectateurs : 70 000 Arbitrage : Cyril Jack Barrick |

| 6 avril 1949 | Bolivie                                   | 3 – 2 | Chili                     | Stade Pacaembu (São Paulo)                          |                                                     |
| | Ugarte 59e · Godoy 77e · B. Gutiérrez 79e | (0 - 1) | Riera 30e · Salamanca 71e | Spectateurs : 30 000 Arbitrage : Cyril Jack Barrick | Spectateurs : 30 000 Arbitrage : Cyril Jack Barrick |
| E. Gutiérrez - Alcha, Bustamante - Ferrel, Valencia, Cabrera ( Montaño) - Algarañaz ( Maldonado), Ugarte, Mena ( Rojas), B. Gutiérrez, Godoy | Équipes                                   | Livingstone - Urroz, Álvarez - Machuca Berríos, Ramos, Muñoz - Riera, Salamanca, Rojas ( Infante), Varela, Castro ( P. López) |                           | Spectateurs : 30 000 Arbitrage : Cyril Jack Barrick | Spectateurs : 30 000 Arbitrage : Cyril Jack Barrick |

| 6 avril 1949                                                                                                   | Paraguay                            | 3 – 0 | Colombie | Stade Pacaembu (São Paulo)                            |                                                       |
| | López Fretes 21e, 72e · Benítez 35e | (2 - 0) |          | Spectateurs : 30 000 Arbitrage : Juan Carlos Armental | Spectateurs : 30 000 Arbitrage : Juan Carlos Armental |
| García - Al. González, Céspedes - Gavilán, Nardelli, Cantero - Fernández, López Fretes, Avalos, Rivas, Benítez | Équipes                             | Sánchez - Mejía, Marriaga - Gastelbondo, Guerra, Muñoz - García, De León, González Rubio, Berdugo ( Ruiz), A. Pérez ( Gutiérrez) |          | Spectateurs : 30 000 Arbitrage : Juan Carlos Armental | Spectateurs : 30 000 Arbitrage : Juan Carlos Armental |

| 10 avril 1949 | Pérou                                          | 4 – 0 | Colombie | Stade São Januário (Rio de Janeiro)               |                                                   |
| | Pedraza 22e, 90e · M. Drago 47e · Castillo 85e | (1 - 0) |          | Spectateurs : 15 000 Arbitrage : Mario Rubén Heyn | Spectateurs : 15 000 Arbitrage : Mario Rubén Heyn |
| Ormeño - Fuentes, Arce - Pacheco, González, Calderón ( Da Silva) - Castillo, M. Drago, Gómez Sánchez ( Salinas), Mosquera, Pedraza | Équipes                                        | Sánchez - Picalúa, Marriaga - Gastelbondo, Gutiérrez, Muñoz - Pedraza, Ruiz, González Rubio, Berdugo, A. Pérez |          | Spectateurs : 15 000 Arbitrage : Mario Rubén Heyn | Spectateurs : 15 000 Arbitrage : Mario Rubén Heyn |

| 10 avril 1949 | Paraguay    | 1 – 0 | Équateur | Stade São Januário (Rio de Janeiro)                   |                                                       |
| | Barrios 89e | (0 - 0) |          | Spectateurs : 15 000 Arbitrage : Juan Carlos Armental | Spectateurs : 15 000 Arbitrage : Juan Carlos Armental |
| García - Al. González, Céspedes - Gavilán, Nardelli, Cantero ( Romero) - Fernández, López Fretes, Arce ( Rivas), Benítez, Vázquez ( Barrios) | Équipes     | Félix Torres - Sánchez, Bermeo - Riveros, Vásquez, Marín - Spencer ( Arteaga), E. Cantos, Chuchuca ( Maldonado), Vargas, G. Andrade |          | Spectateurs : 15 000 Arbitrage : Juan Carlos Armental | Spectateurs : 15 000 Arbitrage : Juan Carlos Armental |

| 10 avril 1949                                                                           | Brésil                                                                                  | 10 – 1 | Bolivie    | Stade Pacaembu (São Paulo)                          |                                                     |
|                                                                                         | Nininho 16e, 39e, 86e · Jair 47e · Zizinho 25e, 80e · Cláudio 49e, 84e · Simão 71e, 79e | (4 - 0) | Ugarte 75e | Spectateurs : 40 000 Arbitrage : Cyril Jack Barrick | Spectateurs : 40 000 Arbitrage : Cyril Jack Barrick |
| Barbosa - Augusto, Mauro - Bauer, Rui, Noronha - Cláudio, Zizinho, Nininho, Jair, Simão | Équipes                                                                                 | E. Gutiérrez ( Arraya) - Alcha, Bustamante - Ferrel, Valencia, Cabrera ( Montaño) - Algarañaz, Ugarte, Mena, B. Gutiérrez, Godoy ( Maldonado) |            | Spectateurs : 40 000 Arbitrage : Cyril Jack Barrick | Spectateurs : 40 000 Arbitrage : Cyril Jack Barrick |

| 13 avril 1949                                                                           | Brésil                           | 2 – 1 | Chili               | Stade Pacaembu (São Paulo)                            |                                                       |
|                                                                                         | Zizinho 20e · Cláudio 44e (pen.) | (2 - 0) | P. López 89e (pen.) | Spectateurs : 45 000 Arbitrage : Juan Carlos Armental | Spectateurs : 45 000 Arbitrage : Juan Carlos Armental |
| Barbosa - Augusto, Mauro - Bauer, Rui, Noronha - Cláudio, Zizinho, Nininho, Jair, Simão | Équipes                          | Livingstone - Urroz, Negri - Álvarez, Flores ( 40e), Muñoz - Riera, Infante ( Ramos), Rojas, P. López, Prieto ( L. López) |                     | Spectateurs : 45 000 Arbitrage : Juan Carlos Armental | Spectateurs : 45 000 Arbitrage : Juan Carlos Armental |

| 13 avril 1949 | Uruguay                      | 3 – 2 | Équateur                 | Stade São Januário (Rio de Janeiro)                      |                                                          |
| | Castro 15e, 85e · Moreno 30e | (2 - 2) | Arteaga 35e · Vargas 40e | Spectateurs : 30 000 Arbitrage : Alberto da Gama Malcher | Spectateurs : 30 000 Arbitrage : Alberto da Gama Malcher |
| La Paz - González, Gadea - Villarreal, R. García, S. García - Castro, Moreno ( Moll), Ayala ( José María García), Bentancour, Martínez | Équipes                      | Félix Torres - Sánchez, Bermeo - Salgado, Vásquez, Marín - Arteaga, E. Cantos, Maldonado, Vargas ( Chuchuca), Pozo ( G. Andrade) |                          | Spectateurs : 30 000 Arbitrage : Alberto da Gama Malcher | Spectateurs : 30 000 Arbitrage : Alberto da Gama Malcher |

| 13 avril 1949 | Paraguay                                         | 3 – 1 | Pérou        | Stade São Januário (Rio de Janeiro)                 |                                                     |
| | Barrios 38e (pen.) · Arce 56e · López Fretes 67e | (1 - 0) | R. Drago 89e | Spectateurs : 30 000 Arbitrage : Cyril Jack Barrick | Spectateurs : 30 000 Arbitrage : Cyril Jack Barrick |
| García - Al. González, Céspedes - Gavilán, Nardelli, Cantero ( Cabrera) - Fernández ( Barrios), López Fretes, Arce, Benítez, Avalos ( Rivas) | Équipes                                          | Ormeño - Fuentes, Arce ( Da Silva) - Pacheco, González ( Colunga), Calderón - Castillo, R. Drago, Gómez Sánchez, Mosquera ( Salinas), Pedraza |              | Spectateurs : 30 000 Arbitrage : Cyril Jack Barrick | Spectateurs : 30 000 Arbitrage : Cyril Jack Barrick |

| 17 avril 1949 | Brésil                                                                 | 5 – 0 | Colombie | Stade Pacaembu (São Paulo)                        |                                                   |
| | Tesourinha 20e · Canhotinho 24e (pen.) · Orlando 44e · Ademir 47e, 87e | (3 - 0) |          | Spectateurs : 45 000 Arbitrage : Alejandro Gálvez | Spectateurs : 45 000 Arbitrage : Alejandro Gálvez |
| Barbosa ( Oswaldo) - Augusto ( Nilton Santos), Wilson - Bauer, Rui, Noronha ( Bigode) - Tesourinha, Ademir, Nininho, Orlando, Canhotinho | Équipes                                                                | Sánchez - Picalúa, Marriaga - Gastelbondo, Gutiérrez, Guerra - N. Pérez ( González Rubio), Ruiz, De León ( Apolinario), Berdugo ( A. Pérez), García |          | Spectateurs : 45 000 Arbitrage : Alejandro Gálvez | Spectateurs : 45 000 Arbitrage : Alejandro Gálvez |

| 17 avril 1949 | Chili    | 1 – 0 | Équateur | Stade São Januário (Rio de Janeiro)                |                                                    |
| | Rojas 4e | (1 - 0) |          | Spectateurs : 8 000 Arbitrage : Cyril Jack Barrick | Spectateurs : 8 000 Arbitrage : Cyril Jack Barrick |
| Livingstone - Urroz, Negri - Machuca Berríos, Muñoz ( Ramos), Busquets - Castro, Cremaschi ( Salamanca), Rojas, Varela ( Infante), P. López | Équipes  | Félix Torres - Sánchez, B. Andrade ( Lovato) - Salgado, J. Cantos ( Vásquez), L. Torres ( Riveros) - Arteaga, Chuchuca, Maldonado, Garnica, Pozo |          | Spectateurs : 8 000 Arbitrage : Cyril Jack Barrick | Spectateurs : 8 000 Arbitrage : Cyril Jack Barrick |

| 17 avril 1949                                                                                                   | Bolivie                                              | 3 – 2 | Uruguay                   | Stade São Januário (Rio de Janeiro)                     |                                                         |
| | Ugarte 47e (pen.) · Algarañaz 57e · B. Gutiérrez 66e | (0 - 0) | Moll 49e · Bentancour 70e | Spectateurs : 8 000 Arbitrage : Alberto da Gama Malcher | Spectateurs : 8 000 Arbitrage : Alberto da Gama Malcher |
| Arraya - Alcha, Bustamante - Montaño, Valencia, Cabrera - Algarañaz, Ugarte, Mena ( Rojas), B. Gutiérrez, Godoy | Équipes                                              | La Paz - González, Gadea - Villarreal, R. García, S. García ( Suárez) - Castro, Moreno ( Moll), Ayala, Bentancour, Martínez |                           | Spectateurs : 8 000 Arbitrage : Alberto da Gama Malcher | Spectateurs : 8 000 Arbitrage : Alberto da Gama Malcher |

| 20 avril 1949 | Pérou                                                       | 4 – 0 | Équateur | Stade São Januário (Rio de Janeiro)                  |                                                      |
| | Salinas 26e · Bermeo 36e (csc) · Castillo 50e · Pedraza 85e | (2 - 0) |          | Spectateurs : 7 000 Arbitrage : Juan Carlos Armental | Spectateurs : 7 000 Arbitrage : Juan Carlos Armental |
| Ormeño - Fuentes, Arce - Pacheco, González, Calderón ( Heredia) - Castillo ( R. Drago), M. Drago, Salinas, Mosquera, Pedraza | Équipes                                                     | Félix Torres ( Carrillo) - Sánchez, Bermeo () - Salgado, Vásquez, Riveros - E. Cantos ( Garnica), Maldonado ( Spencer), Arteaga, Vargas, G. Andrade |          | Spectateurs : 7 000 Arbitrage : Juan Carlos Armental | Spectateurs : 7 000 Arbitrage : Juan Carlos Armental |

| 20 avril 1949 | Chili       | 1 – 1 | Colombie    | Stade São Januário (Rio de Janeiro)            |                                                |
| | P. López 8e | (1 - 0) | Berdugo 56e | Spectateurs : 7 000 Arbitrage : Mario Gardelli | Spectateurs : 7 000 Arbitrage : Mario Gardelli |
| Livingstone - Urroz, Negri - Machuca Berríos, Muñoz, Busquets - Riera, Salamanca, Infante ( Rojas), L. López, P. López | Équipes     | Sánchez - Mejía, Marriaga ( Picalúa) - Gastelbondo, Gutiérrez, Guerra - N. Pérez ( González Rubio), Ruiz ( Apolinario), De León, Berdugo, García |             | Spectateurs : 7 000 Arbitrage : Mario Gardelli | Spectateurs : 7 000 Arbitrage : Mario Gardelli |

| 20 avril 1949 | Uruguay                    | 2 – 1 | Paraguay        | Stade Pacaembu (São Paulo)                          |                                                     |
| | José María García 22e, 69e | (1 - 0) | Arce 65e (pen.) | Spectateurs : 20 000 Arbitrage : Cyril Jack Barrick | Spectateurs : 20 000 Arbitrage : Cyril Jack Barrick |
| Arizábalo - González, Gadea - Villarreal, R. García, S. García - Castro, Moreno, José María García, Bentancour, Suárez | Équipes                    | Maciel - Al. González, Céspedes - Negri, Nardelli, Cantero ( Calonga) - Barrios, Vázquez, Arce, Benítez ( Romero), Avalos |                 | Spectateurs : 20 000 Arbitrage : Cyril Jack Barrick | Spectateurs : 20 000 Arbitrage : Cyril Jack Barrick |

| 24 avril 1949 | Brésil                                                                              | 7 – 1 | Pérou       | Stade São Januário (Rio de Janeiro)                 |                                                     |
| | Arce 11e (csc) · Augusto 15e · Jair 17e, 20e · Simão 54e · Ademir 82e · Orlando 88e | (4 - 1) | Salinas 44e | Spectateurs : 45 000 Arbitrage : Cyril Jack Barrick | Spectateurs : 45 000 Arbitrage : Cyril Jack Barrick |
| Barbosa - Augusto, Wilson - Ely, Danilo, Noronha - Tesourinha, Zizinho ( 40e), Octavio ( Ademir), Jair ( Orlando), Simão | Équipes                                                                             | Ormeño - Fuentes, Arce ( Da Silva) - Colunga, González (), Calderón ( 40e) - Castillo, Mendoza ( M. Drago), Gómez Sánchez, Salinas ( Mosquera), Pedraza |             | Spectateurs : 45 000 Arbitrage : Cyril Jack Barrick | Spectateurs : 45 000 Arbitrage : Cyril Jack Barrick |

| 25 avril 1949 | Bolivie                              | 2 – 0 | Équateur | Stade Pacaembu (São Paulo)                      |                                                 |
| | Sánchez 6e (csc) · Ugarte 14e (pen.) | (2 - 0) |          | Spectateurs : 14 000 Arbitrage : Mario Gardelli | Spectateurs : 14 000 Arbitrage : Mario Gardelli |
| Arraya - Alcha, Bustamante - Montaño ( Ferrel), Valencia, Cabrera - Algarañaz, Ugarte, Mena, B. Gutiérrez, Godoy ( Tapia) | Équipes                              | Félix Torres - Sánchez, B. Andrade - Marín, Vásquez, Riveros - E. Cantos ( Chuchuca), Maldonado ( G. Andrade), Jiménez, Spencer, Pozo |          | Spectateurs : 14 000 Arbitrage : Mario Gardelli | Spectateurs : 14 000 Arbitrage : Mario Gardelli |

| 25 avril 1949 | Uruguay                  | 2 – 2 | Colombie                       | Stade Pacaembu (São Paulo)                               |                                                          |
| | Martínez 57e · Ayala 86e | (0 - 1) | Gastelbondo 27e · A. Pérez 81e | Spectateurs : 14 000 Arbitrage : Alberto da Gama Malcher | Spectateurs : 14 000 Arbitrage : Alberto da Gama Malcher |
| Arizábalo - González, Gadea - Villarreal, R. García, S. García - Castro ( Ayala), Moreno ( Moll), José María García, Bentancour, Suárez ( Martínez) | Équipes                  | Ojeda - Picalúa, Marriaga ( Mejía) - Gastelbondo, Gutiérrez, Guerra - N. Pérez, Ucrós, De León ( Ruiz), Berdugo, García ( A. Pérez) |                                | Spectateurs : 14 000 Arbitrage : Alberto da Gama Malcher | Spectateurs : 14 000 Arbitrage : Alberto da Gama Malcher |

| 27 avril 1949 | Pérou                                  | 3 – 0 | Bolivie | Vila Belmiro (Santos)                                    |                                                          |
| | R. Drago 31e, 74e · Heredia 77e (pen.) | (1 - 0) |         | Spectateurs : 12 000 Arbitrage : Alberto da Gama Malcher | Spectateurs : 12 000 Arbitrage : Alberto da Gama Malcher |
| Ormeño - Fuentes, Da Silva - Colunga, Heredia, Lavalle ( González) - Castillo, R. Drago ( Mendoza), Gómez Sánchez, Mosquera ( Valdivieso), Pedraza | Équipes                                | E. Gutiérrez - Alcha ( Delgadillo), Bustamante - Ferrel, Valencia, Cabrera - Algarañaz, Ugarte, Mena ( Rojas), B. Gutiérrez ( Tapia), Godoy |         | Spectateurs : 12 000 Arbitrage : Alberto da Gama Malcher | Spectateurs : 12 000 Arbitrage : Alberto da Gama Malcher |

| 27 avril 1949 | Paraguay                         | 4 – 2 | Chili                    | Stade Pacaembu (São Paulo)                     |                                                |
| | Arce 10e, 39e, 47e · Benítez 23e | (3 - 1) | Cremaschi 8e · Ramos 72e | Spectateurs : 1 000 Arbitrage : Mario Gardelli | Spectateurs : 1 000 Arbitrage : Mario Gardelli |
| García - Al. González, Céspedes - Negri ( Cantero), Nardelli, Ar. González - Rivas, López Fretes, Arce, Benítez, Avalos | Équipes                          | Livingstone - Urroz ( Ramos), Negri ( Hormazábal) - Machuca Berríos, Muñoz, Busquets - Riera, Cremaschi, Infante, Varela ( L. López), P. López |                          | Spectateurs : 1 000 Arbitrage : Mario Gardelli | Spectateurs : 1 000 Arbitrage : Mario Gardelli |

| 30 avril 1949 | Paraguay                                           | 7 – 0 | Bolivie | Stade São Januário (Rio de Janeiro)                 |                                                     |
| | Benítez 30e, 40e, 41e, · Arce 38e, · Fernández 59e | (4 - 0) |         | Spectateurs : 45 000 Arbitrage : Cyril Jack Barrick | Spectateurs : 45 000 Arbitrage : Cyril Jack Barrick |
| García - Al. González, Céspedes - Gavilán, Nardelli, Cantero ( Santomé) - Fernández, López Fretes ( Noceda), Arce, Benítez, Vázquez ( Barrios) | Équipes                                            | Arraya ( E. Gutiérrez) - Alcha, Bustamante - Ferrel, Valencia, Montaño ( Arias) - Algarañaz, Ugarte, Mena ( B. Gutiérrez), Tapia, Maldonado |         | Spectateurs : 45 000 Arbitrage : Cyril Jack Barrick | Spectateurs : 45 000 Arbitrage : Cyril Jack Barrick |

| 30 avril 1949 | Brésil                                                                        | 5 – 1 | Uruguay    | Stade São Januário (Rio de Janeiro)                      |                                                          |
| | Jair 15e, 30e (pen.) · Zizinho 24e · Danilo Alvim 79e · Tesourinha 89e (pen.) | (3 - 1) | Castro 12e | Spectateurs : 45 000 Arbitrage : Alberto da Gama Malcher | Spectateurs : 45 000 Arbitrage : Alberto da Gama Malcher |
| Barbosa - Augusto, Wilson - Ely, Danilo, Noronha - Tesourinha, Zizinho, Octavio ( Nininho( Ademir)), Jair ( Orlando), Simão | Équipes                                                                       | La Paz - González, Gadea - Villarreal, R. García, S. García - Castro, Moreno, José María García, Bentancour ( Moll), Suárez ( Martínez ( Ayala)) |            | Spectateurs : 45 000 Arbitrage : Alberto da Gama Malcher | Spectateurs : 45 000 Arbitrage : Alberto da Gama Malcher |

| 30 avril 1949 | Pérou                            | 3 – 0 | Chili | Stade São Januário (Rio de Janeiro)            |                                                |
| | Mosquera 28e, 73e · Castillo 58e | (1 - 0) |       | Spectateurs : 1 000 Arbitrage : Mario Gardelli | Spectateurs : 1 000 Arbitrage : Mario Gardelli |
| Ormeño - Fuentes, Da Silva - Colunga, González ( Lavalle), Heredia - Castillo, R. Drago, Gómez Sánchez, Mosquera, Pedraza | Équipes                          | Livingstone - Flores, Negri ( Hormazábal) - Machuca Berríos, Muñoz, Ramos - Riera ( Castro), Cremaschi, Rojas, Prieto, P. López |       | Spectateurs : 1 000 Arbitrage : Mario Gardelli | Spectateurs : 1 000 Arbitrage : Mario Gardelli |

| 3 mai 1949 | Équateur                                                    | 4 – 1 | Colombie     | Stade São Januário (Rio de Janeiro)             |                                                 |
| | E. Cantos 23e · Vargas 44e · G. Andrade 49e · Maldonado 74e | (2 - 1) | N. Pérez 27e | Spectateurs : 3 000 Arbitrage : Alfredo Alvarez | Spectateurs : 3 000 Arbitrage : Alfredo Alvarez |
| Félix Torres - Sánchez, Bermeo - Salgado, J. Cantos, Riveros - E. Cantos ( Garnica), Maldonado, Vargas, Spencer ( Arteaga), G. Andrade | Équipes                                                     | Ojeda - Picalúa, Marriaga ( Mejía) - Gastelbondo, Gutiérrez, Guerra - N. Pérez, González Rubio, De León ( A. Pérez), Ruiz, García ( Berdugo) |              | Spectateurs : 3 000 Arbitrage : Alfredo Alvarez | Spectateurs : 3 000 Arbitrage : Alfredo Alvarez |

| 4 mai 1949 | Pérou                                                | 4 – 3 | Uruguay                           | Stade de General Severiano (Rio de Janeiro)      |                                                  |
| | Mosquera 19e · Castillo 43e · Gómez Sánchez 57e, 60e | (2 - 0) | Moll 58e · Castro 61e · Ayala 85e | Spectateurs : 30 000 Arbitrage : Alfredo Alvarez | Spectateurs : 30 000 Arbitrage : Alfredo Alvarez |
| Ormeño - Fuentes ( Arce), Da Silva - Colunga, González, Heredia - Castillo, R. Drago, Gómez Sánchez, Mosquera, Pedraza ( Morales) | Équipes                                              | La Paz - González, Gadea - Villarreal, R. García, S. García - Castro, Moreno ( Moll), Ayala, Bentancour, Martínez ( José María García) |                                   | Spectateurs : 30 000 Arbitrage : Alfredo Alvarez | Spectateurs : 30 000 Arbitrage : Alfredo Alvarez |

| 6 mai 1949 | Bolivie                                               | 4 – 0 | Colombie | Stade de General Severiano (Rio de Janeiro)         |                                                     |
| | Godoy 10e · B. Gutiérrez 55e · Rojas 77e · Ugarte 81e | (1 - 0) |          | Spectateurs : 12 000 Arbitrage : Cyril Jack Barrick | Spectateurs : 12 000 Arbitrage : Cyril Jack Barrick |
| E. Gutiérrez - Alcha ( Delgadillo), Bustamante - Ferrel, Valencia, Cabrera - Algarañaz, Ugarte, Mena ( Rojas), B. Gutiérrez, Godoy ( Maldonado) | Équipes                                               | Ojeda - Picalúa ( Marriaga), Mejía - Gastelbondo, Gutiérrez, Guerra - Carrillo, González Rubio, De León ( García), Berdugo, A. Pérez |          | Spectateurs : 12 000 Arbitrage : Cyril Jack Barrick | Spectateurs : 12 000 Arbitrage : Cyril Jack Barrick |

| 8 mai 1949 | Chili                                   | 3 – 1 | Uruguay   | Stade de l'Indépendance (Belo Horizonte)       |                                                |
| | Infante 75e, 83e (pen.) · Cremaschi 88e | (0 - 1) | Ayala 35e | Spectateurs : 5 000 Arbitrage : Mario Gardelli | Spectateurs : 5 000 Arbitrage : Mario Gardelli |
| Livingstone - Flores, Negri - Machuca Berríos, Muñoz, Busquets - Castro, Cremaschi, Rojas, Prieto ( Infante), P. López ( Varela) | Équipes                                 | La Paz - González, Gadea - Villarreal, R. García, S. García - Castro, Moll ( Moreno), Ayala, Bentancour, Martínez ( José María García) |           | Spectateurs : 5 000 Arbitrage : Mario Gardelli | Spectateurs : 5 000 Arbitrage : Mario Gardelli |

| 8 mai 1949 | Paraguay                 | 2 – 1                                                                                                | Brésil         | Stade São Januário (Rio de Janeiro)                 |                                                     |
| | Avalos 75e · Benítez 85e | (0 - 1)                                                                                              | Tesourinha 33e | Spectateurs : 35 000 Arbitrage : Cyril Jack Barrick | Spectateurs : 35 000 Arbitrage : Cyril Jack Barrick |
| García - Al. González, Céspedes - Gavilán, Nardelli, Cantero - Fernández ( Barrios), López Fretes, Arce, Benítez, Vázquez ( Avalos) | Équipes                  | Barbosa - Augusto, Wilson ( Mauro) - Ely, Danilo, Bigode - Tesourinha, Zizinho, Octavio, Jair, Simão |                | Spectateurs : 35 000 Arbitrage : Cyril Jack Barrick | Spectateurs : 35 000 Arbitrage : Cyril Jack Barrick |

### Finale
| 11 mai 1949                                                                                | Brésil                                                     | 7 – 0 | Paraguay | Stade São Januário (Rio de Janeiro)                 |                                                     |
|                                                                                            | Ademir 17e, 27e, 48e · Tesourinha 43e, 70e · Jair 72e, 89e | (3 - 0) |          | Spectateurs : 55 000 Arbitrage : Cyril Jack Barrick | Spectateurs : 55 000 Arbitrage : Cyril Jack Barrick |
| Barbosa - Augusto, Mauro - Ely, Danilo, Noronha - Tesourinha, Zizinho, Ademir, Jair, Simão | Équipes                                                    | García - Al. González, Céspedes - Gavilán, Nardelli, Cantero - Fernández ( Barrios), López Fretes ( Romero), Arce, Benítez, Vázquez |          | Spectateurs : 55 000 Arbitrage : Cyril Jack Barrick | Spectateurs : 55 000 Arbitrage : Cyril Jack Barrick |

| Championnat sud-américain de football de 1949 - Vainqueur Brésil 3e titre |

## Meilleurs buteurs
9 buts
- Jair Rosa Pinto

7 buts
- Ademir
- Tesourinha
- Dionisio Arce
- Jorge Duilio Benítez

5 buts
- Víctor Ugarte
- Simão
- Zizinho

4 buts
- Félix Castillo
- Ramón Castro